# Козлов, Андрей Юрьевич
Андре́й Юрьевич Козло́в (родился 22 июля 1970 года в Москве, Россия) — российский автогонщик, мастер спорта СССР, многократный призёр всесоюзных и российских соревнований по картингу, ралли, кольцу, трековым гонкам и автокроссу.

## Биография
Андрей Козлов — один из двух детей Юрия и Марии Козловых; старшую сестру зовут Алёна. Отец, Юрий Козлов — мастер спорта международного класса, лидер сборной СССР на протяжении 14 лет с 1967—1981, шестикратный чемпион СССР, победитель в составе команды «Тур Европы» в двух зачетных группах («национальный» и «заводской»), победитель этапа чемпионата мира по ралли в классе 1600 на ралли «Тысяча Озёр». Отец длительное время помогал сыну в подготовке к соревнованиям и почти всю карьеру числился тренером. Мать Мария Козлова — учитель русского языка и литературы. Андрей Козлов — чемпион СССР, вице-чемпион России, выступал в GT Tour. Первый в истории самый молодой чемпион СССР по автоспорту. Первый в истории самый молодой мастер спорта СССР по автоспорту. Занимается бизнесом, совладелец холдинга, занимается подготовкой автоспортсменов. Трое детей, воспитывает двоих дочерей. Создатель автомобиля Hot Rod Custom «Победа».

## Гоночная карьера
- 1977 — Дебют в автоспорте. Картинг (класс «пионер»), призёр Московских соревнований (из-за юного возраста не проходил в состав сборной Москвы).
- 1980 — Картинг (класс «пионер»), Команда «Фрунзенского СТК». Член сборной Москвы, победитель всесоюзных соревнований.
- 1984 — Картинг (класс «юниор»), Команда «Первого Автокомбината». Победитель Кубка Москвы, Чемпион Московской области, 5 побед на Московских соревнованиях.
- 1986 — Картинг (класс «юниор»), 2-е место Чемпионат Москвы, 3-е место Кубок Москвы, 5 побед на Московских соревнованиях.
- 1987 — Картинг (класс «союзный»), Вице чемпион Кубка СССР, 4-е место Чемпионат СССР, Победитель всесоюзных соревнований, 4 победы на Московских соревнованиях.
- 1988 — Картинг (класс «союзный»), Чемпион СССР, Чемпион Кубка Москвы, два 3-х места на всесоюзных соревнованиях, 6 побед на Московских соревнованиях.
- 1989 — Картинг (класс «союзный»), Команда «СКА МВО», Чемпион Москвы, одна победа на всесоюзных соревнованиях, 5 побед на Московских соревнованиях.
- 1991 — Ралли, Команда центрального исследовательского института «АСТ НАМИ», пилот проекта «Апельсин».
- 1992 — АвтоКросс, Серебряный призёр чемпионата Министерства автомобильной промышленности СССР.
- 1998 — Кольцевые гонки (класс «супертуризм»), Команда «A.Kozlov Racing Team», вице-чемпион России.
- 2003 — Трековые гонки, Команда «ОМХ Racing»- 2-е место на этапе Чемпионата России Раменское, чемпион «Гонки звезд журнала „За рулём“»(среди отечественных автомобилей). 12-часовой марафон, 2-е место (в составе команды А.Козлов, В.Шайтар, актёр Дмитрий Певцов)
- 2004 — МотоКросс, финалист Чемпионата Европы в классе «хобби».
- 2005 — Спортбайк, участник этапов Чемпионата России.
- 2008 — АвтоКросс ЗИЛ 130, Команда «Первого АвтоКомбината», Чемпионат России 4-е место Истра, 5-е место Саратов.
- 2010 — Автомногоборье «Снежинка», 2-е место.
- 2011 — Автомногоборье «Снежинка», 2-е место.
- 2013 — Кольцевые гонки серии Gt Tour MitJet, команда «Arctic Team», стартовал с Себастьяном Лебом, Иваном Мюллером, Оливье Панисом. Jerez: 4-е место, Magny — Course: 3-е место, Le Mans: два 3-x места и одно 2-е, GP De Pau: 4-е место, Ledenon: 4-е место, Paul Recard: 4-e, Baltic Open: 2-е место.
- 2014 — Чемпион Jaguar Challenge
- 2016 — Чемпион MCGP/Чемпион Кубка Дружбы/Чемпион Кубка Жигули/Вице чемпион Russian Endurance Challenge
- 2017 — Чемпион Кубка Страны/Чемпион MCGP/Вице чемпион Кубка дружбы/Чемпион Беларуси
- 2018 — Чемпион MCGP/Чемпион Беларуси
- 2019 — Чемпион Беларуси
- 2020  - Победитель «подъема на холм Ахун»
- 2021 — Чемпион MCGP / Чемпион МО
- 2022 — Чемпион РСКГ /  Чемпион МО Участник ралли Монте Карло
- 2023 — Чемпион РСКГ

## Хот Род

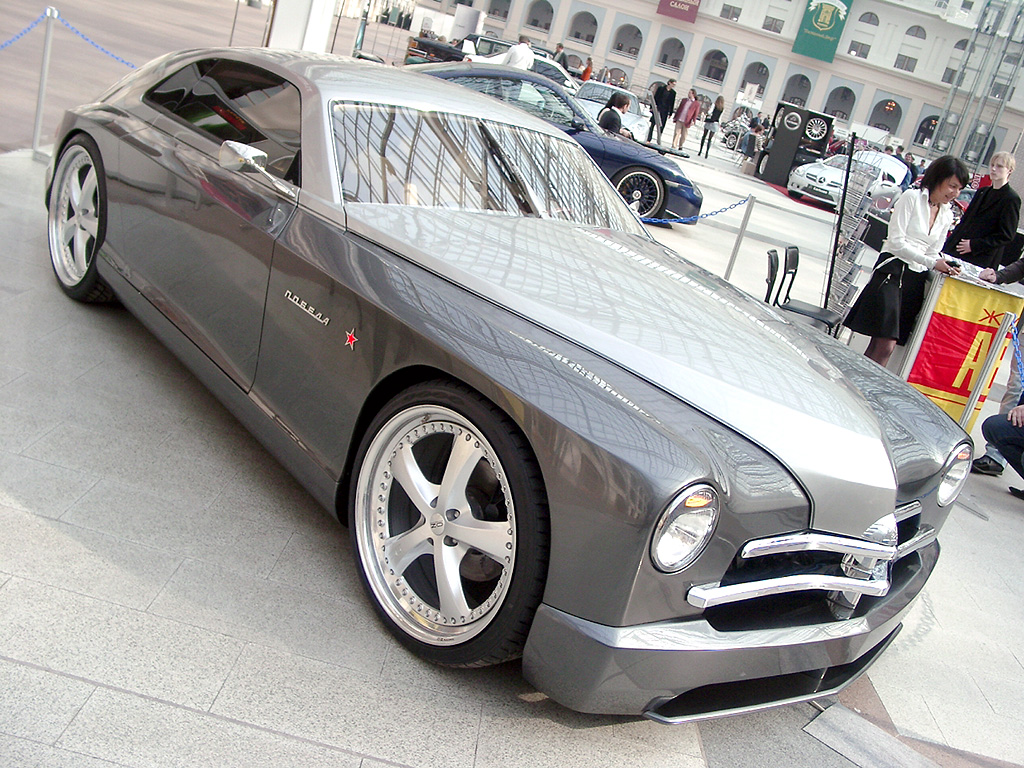
Hot Rod Custom Победа

Hot Rod Custom Победа — спорткар, созданный в стилистике советского ретро-автомобиля «Победа» и посвященный 60-му юбилею Дня Победы в Великой Отечественной войне. Наряду с автомобилями компании Marussia Motors, это один из немногих настоящих спорткаров, построенных в России, победитель многих выставок и презентаций. Строилась машина на собственной, разработанной для него платформе, более двух лет, год из которых ушёл на разработку дизайна, а ещё полгода ушли на доработки и устранение недостатков. Кузов представляет собой стальной монокок из листа толщиной 1,5-2 мм с наружными панелями из фибергласса. Салон отделан белой алькантарой и карельской березой.
Технические характеристики:
1. Двигатель, АКПП и задний редуктор взяты от автомобиля Mercedes 600. От него же использовались рычаги и амортизаторы.
2. Двигатель: 12 цилиндров, объём — 6 литров, мощность — 400 л. с.
3. Максимальная скорость: до 280 км/ч.
4. Разгон до 100 км/ч: менее, чем за 5 сек
5. Вес: 1680 кг
6. Диски: OZ R22-9.5.
7. Шины: Dunlop 9000 295-35
8. Музыка: Nakamichi с 6 CD-чейнджером
9. Акустика: DLS.
10. Видеопанели: Kenwood